# Ronald Firbank
Ronald Firbank, né le 17 janvier 1886 à Londres (Royaume-Uni) et mort le 21 mai 1926 à Rome (Italie), est un écrivain britannique.

## Biographie
Issu de la haute société britannique, Firbank quitta Oxford sans diplôme. Il vit de la fortune familiale, voyage beaucoup (Italie, Espagne, Moyen et Proche-Orient), et publie une douzaine de courts romans, essentiellement à compte d'auteur. Homosexuel, maladivement timide, il mène une vie excentrique et raffinée. 
Ses premiers récits sont influencés par les contes d'Oscar Wilde pour lequel il nourrit une grande admiration. Son style elliptique, ironique et précieux, fait de lui un auteur original et souvent très moderne. Ses dialogues sont particulièrement savoureux. Il a notamment influencé des écrivains américains tels que Harry Mathews et Gilbert Sorrentino.

## Thèmes
- exotisme onirique
- opposition de classe et de races (snobisme, arrivisme)
- religion (catholicisme), mysticisme
- homosexualité
- sensualité, hédonisme